# Verdun (Ariège)
Pour les articles homonymes, voir Verdun (homonymie).
Verdun est une commune française située dans le département de l'Ariège, en région Occitanie. Sur le plan historique et culturel, la commune fait partie du pays du Sabarthès, structuré par la haute vallée de l'Ariège en amont du pays de Foix avec Tarascon-sur-Ariège comme ville principale.
Exposée à un climat océanique altéré, elle est drainée par l'Ariège, l'Aston et par divers autres petits cours d'eau. La commune possède un patrimoine naturel remarquable : trois sites Natura 2000 (les « quiès calcaires de Tarascon-sur-Ariège et grotte de la Petite Caougno », les « quiès calcaires de Tarascon-sur-Ariège et grotte de la Petite Caougno » et « Garonne, Ariège, Hers, Salat, Pique et Neste »), un espace protégé (« Quié de Lujat ») et six zones naturelles d'intérêt écologique, faunistique et floristique.
Verdun est une commune rurale qui compte 208 habitants en 2022, après avoir connu un pic de population de 744 habitants en 1846. Ses habitants sont appelés les Verduniens ou Verduniennes.
Le patrimoine architectural de la commune comprend un immeuble protégé au titre des monuments historiques : l'église Saint-Blaise, classée en 1910.

## Géographie

### Localisation
La commune de Verdun se trouve dans le département de l'Ariège, en région Occitanie.
Elle se situe à 20 km à vol d'oiseau de Foix, préfecture du département, et à 15 km d'Ax-les-Thermes, bureau centralisateur du canton de Haute-Ariège dont dépend la commune depuis 2015 pour les élections départementales.
La commune fait en outre partie du bassin de vie de Tarascon-sur-Ariège.
Les communes les plus proches sont : 
Les Cabannes (1,0 km), Aulos (1,1 km), Pech (1,3 km), Château-Verdun (1,5 km), Senconac (2,0 km), Sinsat (2,2 km), Albiès (2,2 km), Caychax (2,5 km).
Sur le plan historique et culturel, Verdun fait partie du pays du Sabarthès, structuré par la haute vallée de l'Ariège en amont du pays de Foix avec Tarascon-sur-Ariège comme ville principale.
Verdun est limitrophe de six autres communes.
Les communes limitrophes sont Albiès, Aulos-Sinsat, Les Cabannes, Cazenave-Serres-et-Allens, Ornolac-Ussat-les-Bains et Caychax-et-Senconac.
| Ornolac-Ussat-les-Bains | Cazenave-Serres-et-Allens |          |
|                         | Verdun                    | Senconac |
| Aulos-Sinsat            | Les Cabannes              | Albiès   |

### Géologie et relief
La commune est située dans les Pyrénées, une chaîne montagneuse jeune, érigée durant l'ère tertiaire (il y a 40 millions d'années environ), en même temps que les Alpes. Elle est traversée par la Faille nord-pyrénéenne, qui sépare la Zone axiale pyrénéenne (ZA) ou haute chaîne primaire de la Zone nord-pyrénéenne (ZNP), au nord. Les terrains affleurants sur le territoire communal sont constitués de roches pour partie sédimentaires et pour partie métamorphiques datant pour certaines du Mésozoïque, anciennement appelé Ère secondaire, qui s'étend de −252,2 à −66,0 Ma, et pour d'autres du Protérozoïque, le dernier éon du Précambrien sur l’échelle des temps géologiques. La structure détaillée des couches affleurantes est décrite dans la feuille « n°1087 - Vicdessos » de la carte géologique harmonisée au 1/50 000ème du département de l'Ariège, et sa notice associée.
La superficie cadastrale de la commune publiée par l’Insee, qui sert de références dans toutes les statistiques, est de 11,71 km2,. La superficie géographique, issue de la BD Topo, composante du Référentiel à grande échelle produit par l'IGN, est quant à elle de 11,72 km2. Son relief est particulièrement escarpé puisque la dénivelée maximale atteint 948 mètres. L'altitude du territoire varie entre 513 m et 1 461 m.
Située dans la haute vallée de l'Ariège, sur la route de la principauté d'Andorre, Verdun comporte traditionnellement deux parties que des constructions récentes tendent aujourd'hui à relier : le Barry-d'en-haut, partie ancienne autour de l'église, et le Barry-d'en-bas, entre la mairie et le pont menant à la commune voisine, Les Cabannes, par laquelle se font les dessertes routière (RN 20) et ferroviaire (ligne Paris-Latour-de-Carol).
Dominé par le Quié de Lujat, le fond de vallée abrite le village. Dans la partie haute du territoire communal, un plateau (altitude 1 000 m environ) de forme triangulaire marque une étape intermédiaire avant les pentes abruptes des sommets. Il est traversé par la Route des corniches, qui mène à Ax-les-Thermes par des villages reculés.

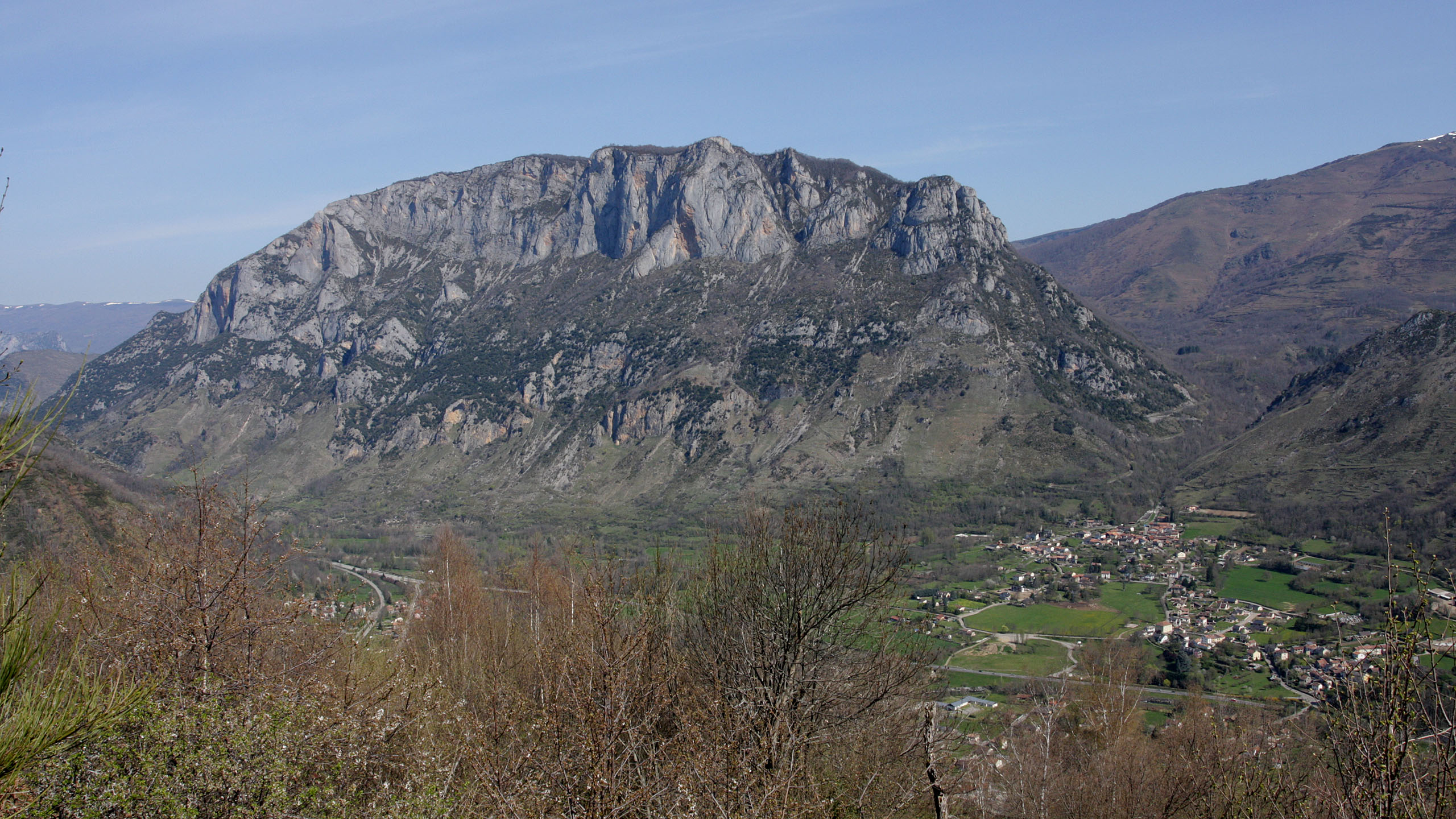
Vue de la commune sur la droite, et montagne du Quié sur la gauche.

### Géologie
L'extrémité du rocher du Quié (env. 1 400 m d'altitude) est classée en réserve naturelle pour abriter une espèce rare de rapace, le gypaète barbu, que l'on voit planer haut les jours de beau temps. Sur la falaise voisine, on pratique l'escalade.
L'Aiguille de Souloumbrie est située sur la face nord du Quié de Sinsat, à mi-chemin entre le Pas de Souloumbrie et Estremiès.

### Hydrographie

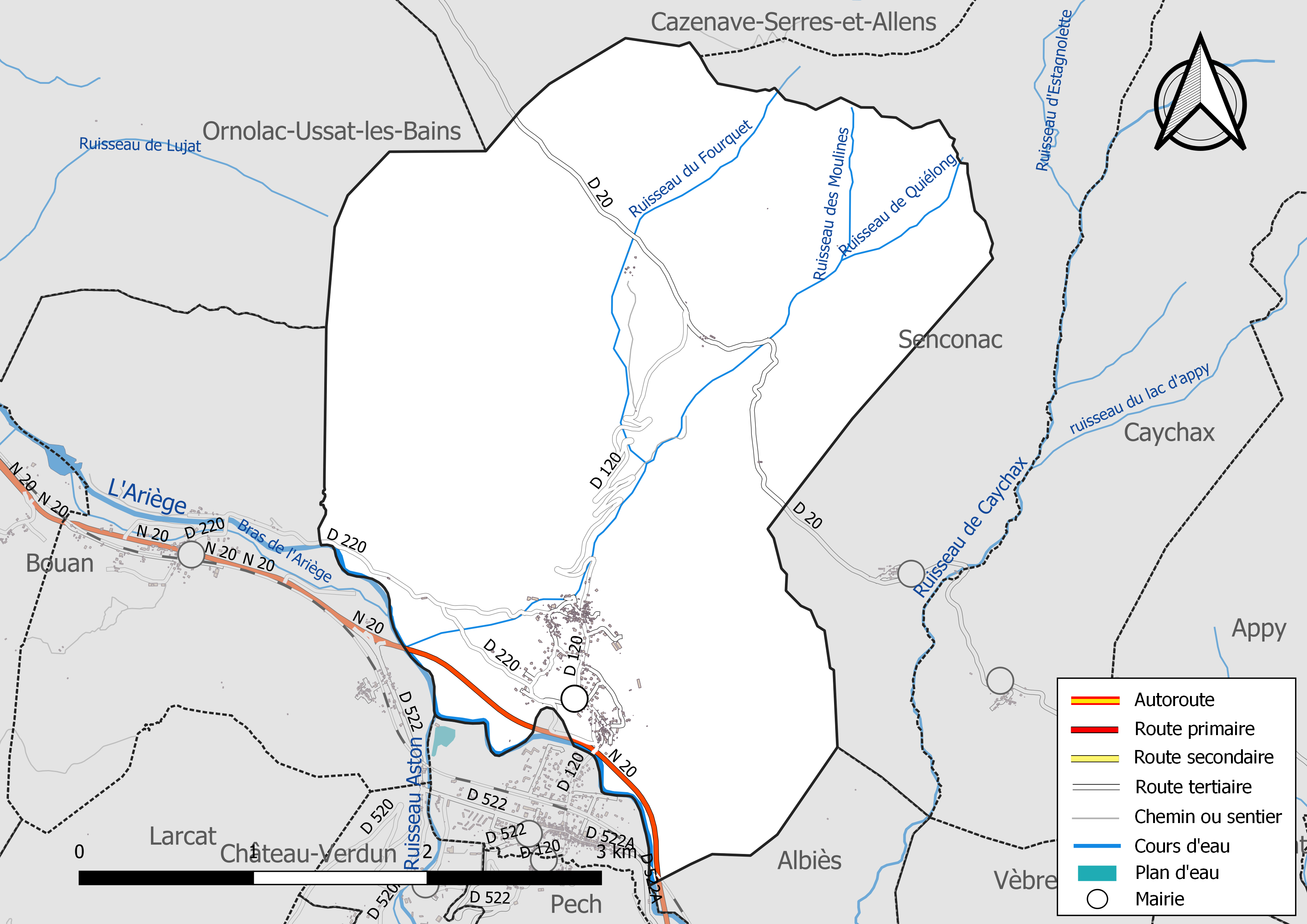
Réseaux hydrographique et routier de Verdun.

La commune est dans le bassin versant de la Garonne, au sein du bassin hydrographique Adour-Garonne. Elle est drainée par l'Ariège, l'Aston, un bras de l'Ariège, le ruisseau de Quiélong, le ruisseau des Moulines et le ruisseau du Fourquet, constituant un réseau hydrographique de 11 km de longueur totale,.
L'Ariège, d'une longueur totale de 162,91 km, prend sa source dans la commune de Porta et s'écoule du sud vers le nord. Elle traverse la commune et se jette dans la Garonne à Portet-sur-Garonne, après avoir traversé 56 communes.
L'Aston, d'une longueur totale de 23,5 km, prend sa source dans la commune d'Aston et s'écoule du sud vers le nord. Il traverse la commune et se jette dans l'Ariège sur le territoire communal.

### Climat
Pour des articles plus généraux, voir Climat de l'Occitanie et Climat de l'Ariège.
En 2010, le climat de la commune est de type climat océanique altéré, selon une étude s'appuyant sur une série de données couvrant la période 1971-2000. En 2020, Météo-France publie une typologie des climats de la France métropolitaine dans laquelle la commune est exposée à un climat de montagne et est dans la région climatique Pyrénées centrales, caractérisée par une pluviométrie annuelle de 1 000 à 1 200 mm.
Pour la période 1971-2000, la température annuelle moyenne est de 11,8 °C, avec une amplitude thermique annuelle de 15,6 °C. Le cumul annuel moyen de précipitations est de 1 023 mm, avec 8,6 jours de précipitations en janvier et 7,3 jours en juillet. Pour la période 1991-2020, la température moyenne annuelle observée sur la station météorologique la plus proche, située sur la commune d'Aston à 3 km à vol d'oiseau, est de 5,9 °C et le cumul annuel moyen de précipitations est de 1 103,9 mm,. Pour l'avenir, les paramètres climatiques de la commune estimés pour 2050 selon différents scénarios d'émission de gaz à effet de serre sont consultables sur un site dédié publié par Météo-France en novembre 2022.

### Milieux naturels et biodiversité

#### Espaces protégés
La protection réglementaire est le mode d’intervention le plus fort pour préserver des espaces naturels remarquables et leur biodiversité associée,.
Un espace protégé est présent sur la commune : le « Quié de Lujat », objet d'un arrêté de protection de biotope, d'une superficie de 338,3 ha.

#### Réseau Natura 2000

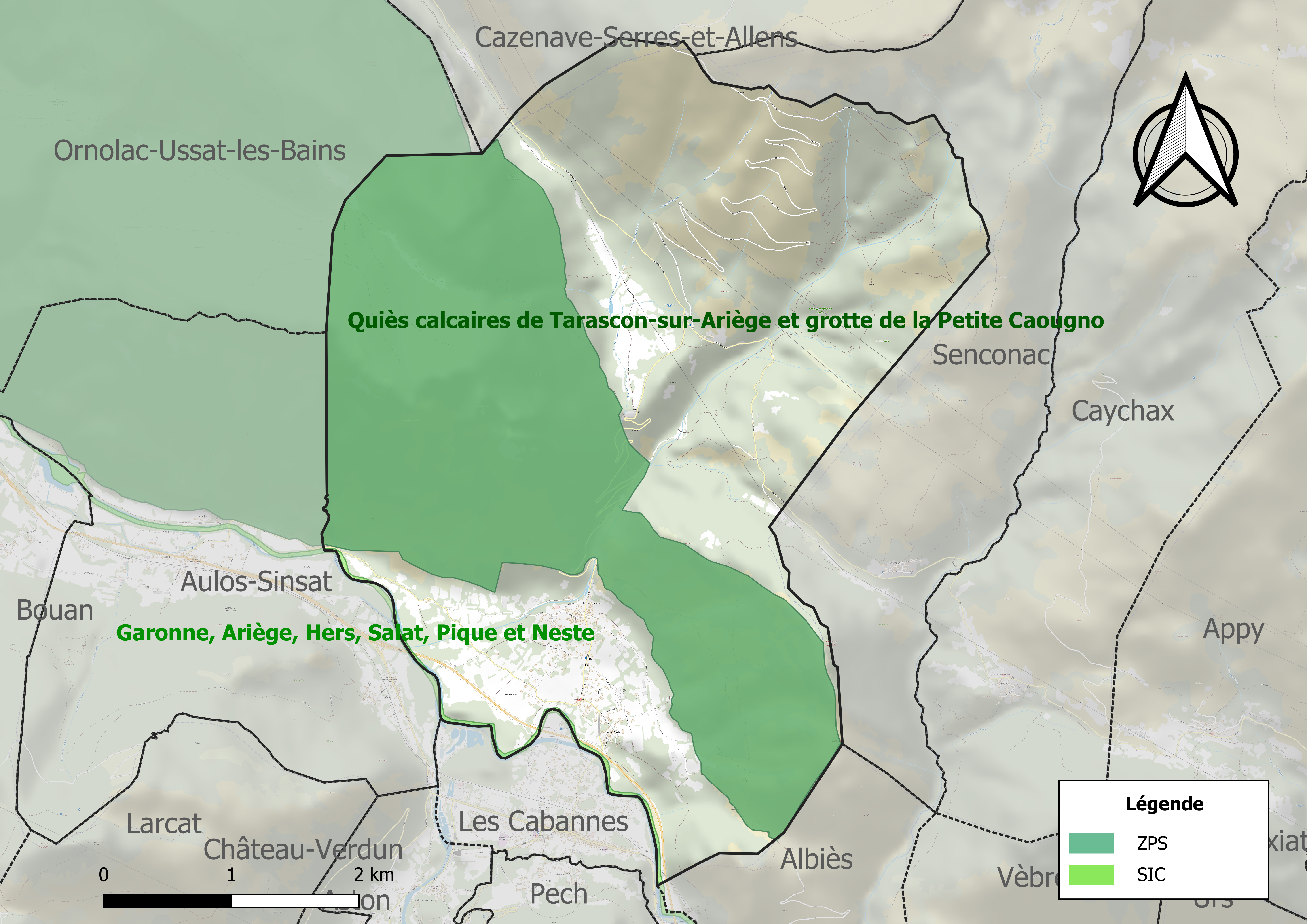
Sites Natura 2000 sur le territoire communal.

Le réseau Natura 2000 est un réseau écologique européen de sites naturels d'intérêt écologique élaboré à partir des directives habitats et oiseaux, constitué de zones spéciales de conservation (ZSC) et de zones de protection spéciale (ZPS).
Deux sites Natura 2000 ont été définis sur la commune au titre de la directive habitats :
- les « quiès calcaires de Tarascon-sur-Ariège et grotte de la Petite Caougno », d'une superficie de 2 478 ha, un espace constitué des massifs calcaires de la vallée de l'Ariège avec station "intra pyrénéenne" de nombreuses espèces méditerranéennes[30] ;
- « Garonne, Ariège, Hers, Salat, Pique et Neste », d'une superficie de 9 581 ha, un réseau hydrographique pour les poissons migrateurs, avec des zones de frayères actives et potentielles importantes pour le Saumon en particulier qui fait l'objet d'alevinages réguliers et dont des adultes atteignent déjà Foix sur l'Ariège[31] ;

et un au titre de la directive oiseaux : 
- les « quiès calcaires de Tarascon-sur-Ariège et grotte de la Petite Caougno », d'une superficie de 2 479 ha, des milieux rupestres exceptionnels. Sont présents deux couples de vautours percnoptères, l'aigle royal (plusieurs couples), des sites de nidifications pour le faucon pèlerin et le hibou grand-duc[32].

#### Zones naturelles d'intérêt écologique, faunistique et floristique
L'inventaire des zones naturelles d'intérêt écologique, faunistique et floristique (ZNIEFF) a pour objectif de réaliser une couverture des zones les plus intéressantes sur le plan écologique, essentiellement dans la perspective d'améliorer la connaissance du patrimoine naturel national et de fournir aux différents décideurs un outil d'aide à la prise en compte de l'environnement dans l'aménagement du territoire.
Trois ZNIEFF de type 1 sont recensées sur la commune :
- le « cours de l'Ariège » (1 341 ha), couvrant 112 communes dont 86 dans l'Ariège et 26 dans la Haute-Garonne[34] ;
- le « massif de Tabe - Saint-Barthélemy » (15 185 ha), couvrant 20 communes du département[35] ;
- les « parois calcaires et quiès du bassin de Tarascon » (8 161 ha), couvrant 58 communes du département[36] ;

et trois ZNIEFF de type 2, : 
- « L'Ariège et ripisylves » (1 975 ha), couvrant 56 communes dont 43 dans l'Ariège et 13 dans la Haute-Garonne[37] ;
- les « montagnes d'Olmes » (31 924 ha), couvrant 33 communes dont 31 dans l'Ariège et 2 dans l'Aude[38] ;
- les « parois calcaires et quiès de la haute vallée de l'Ariège » (9 891 ha), couvrant 40 communes du département[39].

Carte des ZNIEFF de type 1 et 2 à Verdun.
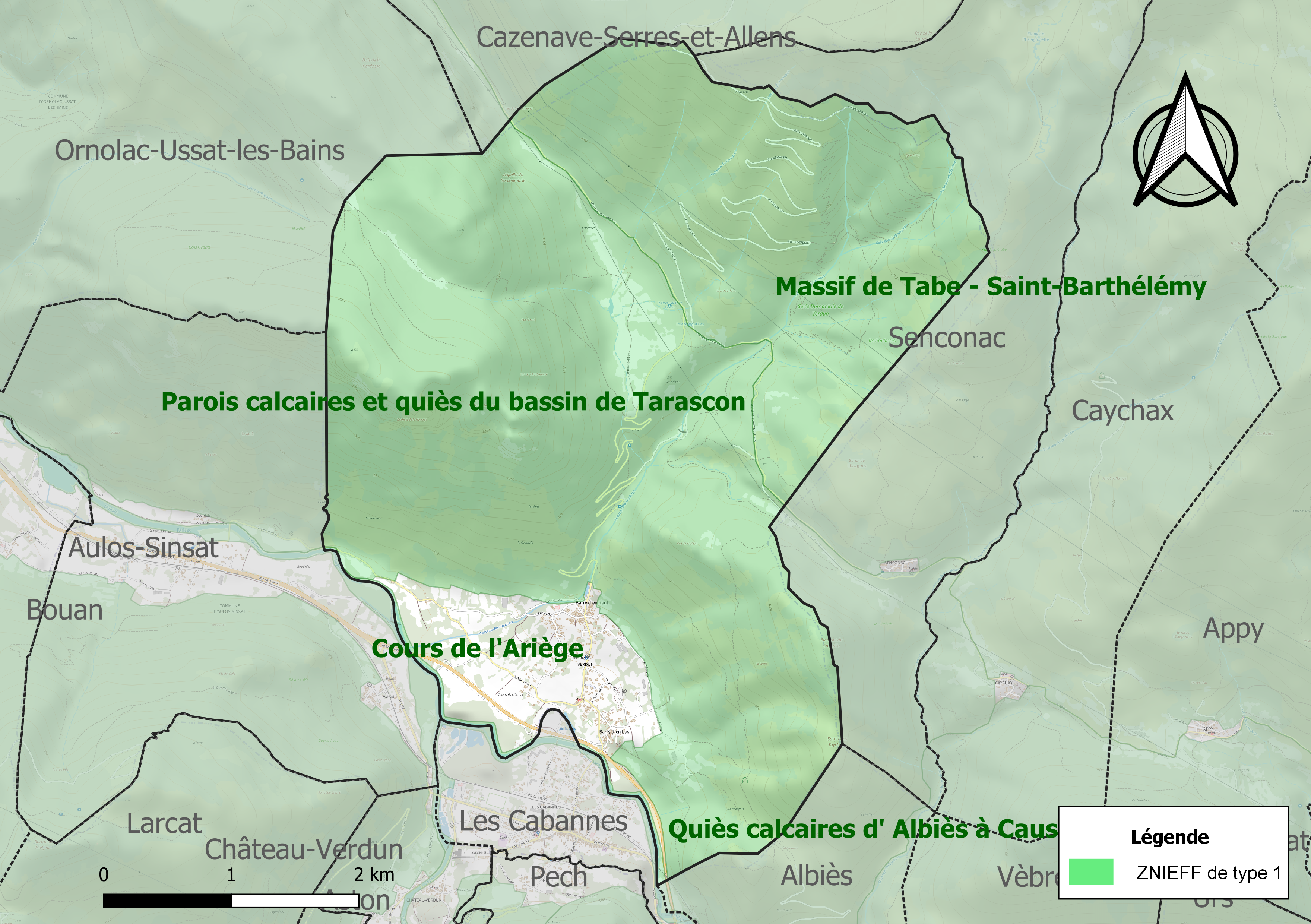
Carte des ZNIEFF de type 1 sur la commune.
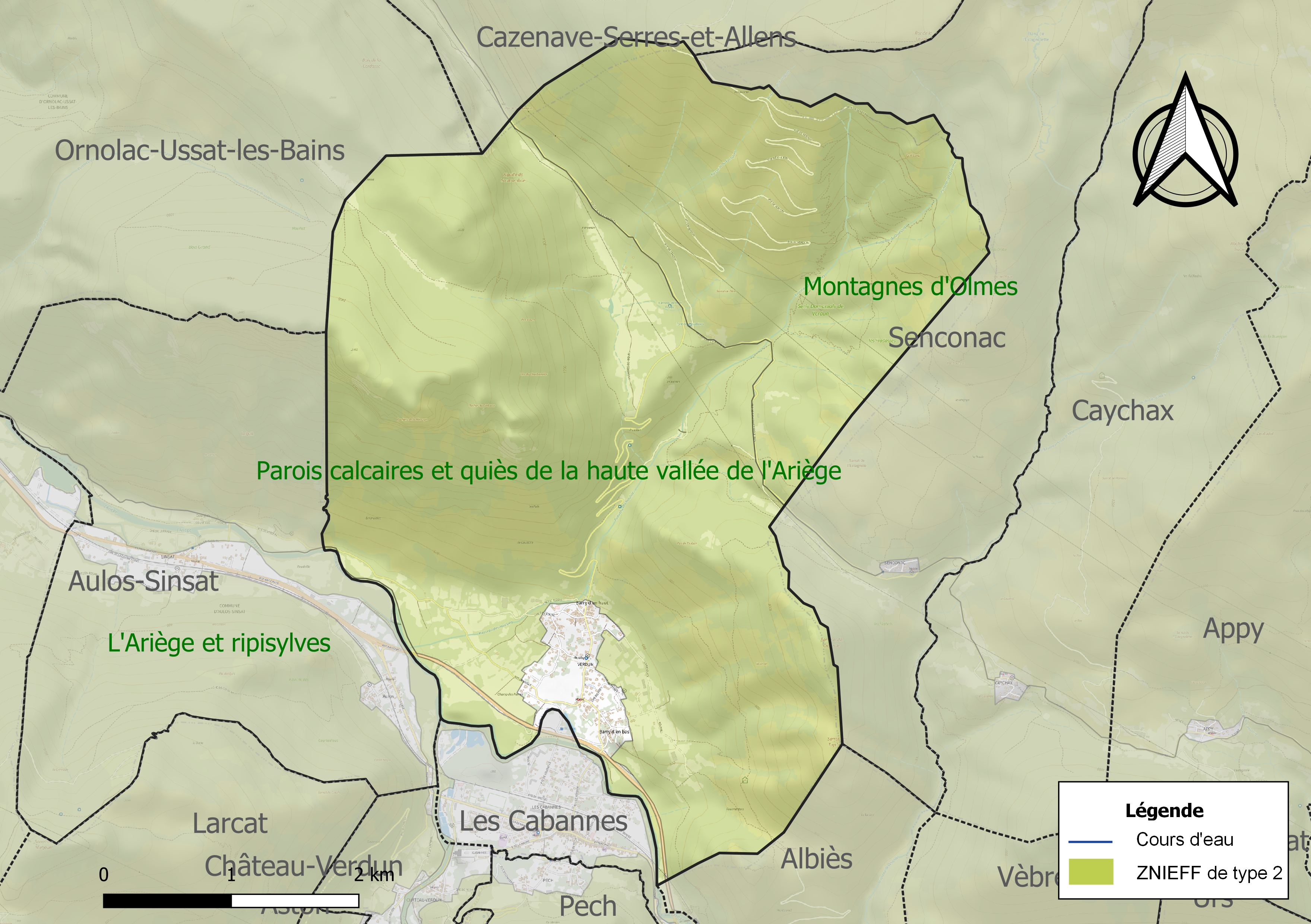
Carte des ZNIEFF de type 2 sur la commune.

## Urbanisme

### Typologie
Au 1er janvier 2024, Verdun est catégorisée commune rurale à habitat dispersé, selon la nouvelle grille communale de densité à 7 niveaux définie par l'Insee en 2022.
Elle est située hors unité urbaine et hors attraction des villes,.

### Occupation des sols

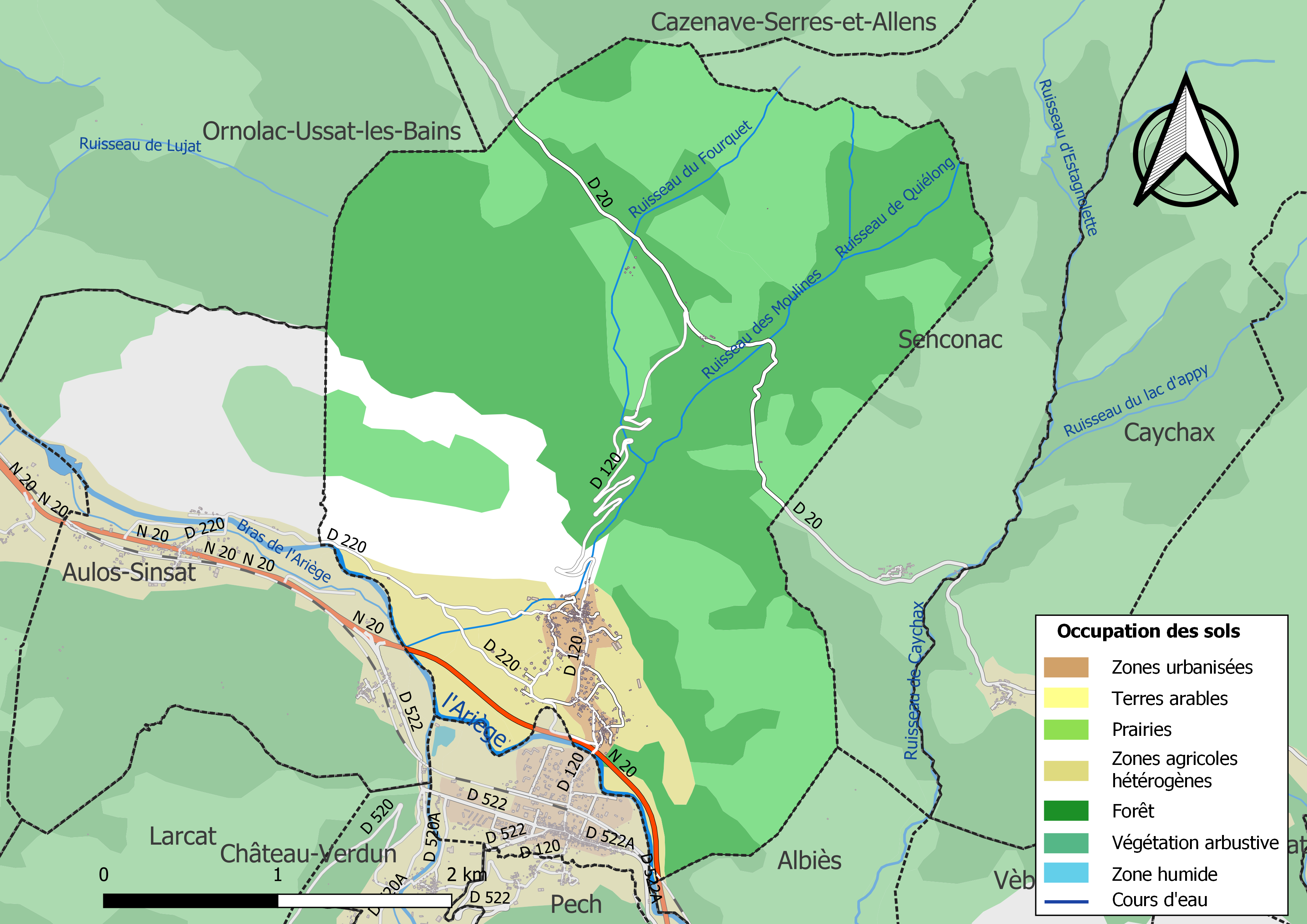
Carte des infrastructures et de l'occupation des sols de la commune en 2018 (CLC).

L'occupation des sols de la commune, telle qu'elle ressort de la base de données européenne d’occupation biophysique des sols Corine Land Cover (CLC), est marquée par l'importance des forêts et milieux semi-naturels (86 % en 2018), en diminution par rapport à 1990 (88,5 %). La répartition détaillée en 2018 est la suivante : forêts (50,1 %), milieux à végétation arbustive et/ou herbacée (27,2 %), zones agricoles hétérogènes (9,7 %), espaces ouverts, sans ou avec peu de végétation (8,7 %), prairies (2,5 %), zones urbanisées (1,8 %). L'évolution de l’occupation des sols de la commune et de ses infrastructures peut être observée sur les différentes représentations cartographiques du territoire : la carte de Cassini (XVIIIe siècle), la carte d'état-major (1820-1866) et les cartes ou photos aériennes de l'IGN pour la période actuelle (1950 à aujourd'hui).

### Habitat et logement
En 2018, le nombre total de logements dans la commune était de 225, alors qu'il était de 217 en 2013 et de 208 en 2008.
Parmi ces logements, 51,3 % étaient des résidences principales, 44,6 % des résidences secondaires et 4,1 % des logements vacants. Ces logements étaient pour 95,9 % d'entre eux des maisons individuelles et pour 4,1 % des appartements.
Le tableau ci-dessous présente la typologie des logements à Verdun en 2018 en comparaison avec celle de l'Ariège et de la France entière. Une caractéristique marquante du parc de logements est ainsi une proportion de résidences secondaires et logements occasionnels (44,6 %) supérieure à celle du département (24,6 %) et à celle de la France entière (9,7 %). Concernant le statut d'occupation de ces logements, 84,2 % des habitants de la commune sont propriétaires de leur logement (88 % en 2013), contre 66,3 % pour l'Ariège et 57,5 % pour la France entière.
| Typologie                                               | Verdun | Ariège | France entière |
| ------------------------------------------------------- | ------ | ------ | -------------- |
| Résidences principales (en %)                           | 51,3   | 65,7   | 82,1           |
| Résidences secondaires et logements occasionnels (en %) | 44,6   | 24,6   | 9,7            |
| Logements vacants (en %)                                | 4,1    | 9,7    | 8,2            |

### Risques majeurs
Le territoire de la commune de Verdun est vulnérable à différents aléas naturels : inondations, climatiques (grand froid ou canicule), feux de forêts, mouvements de terrains, avalanche  et séisme (sismicité modérée). Il est également exposé à deux risques technologiques, le transport de matières dangereuses et la rupture d'un barrage, et à un risque particulier, le risque radon,.

#### Risques naturels

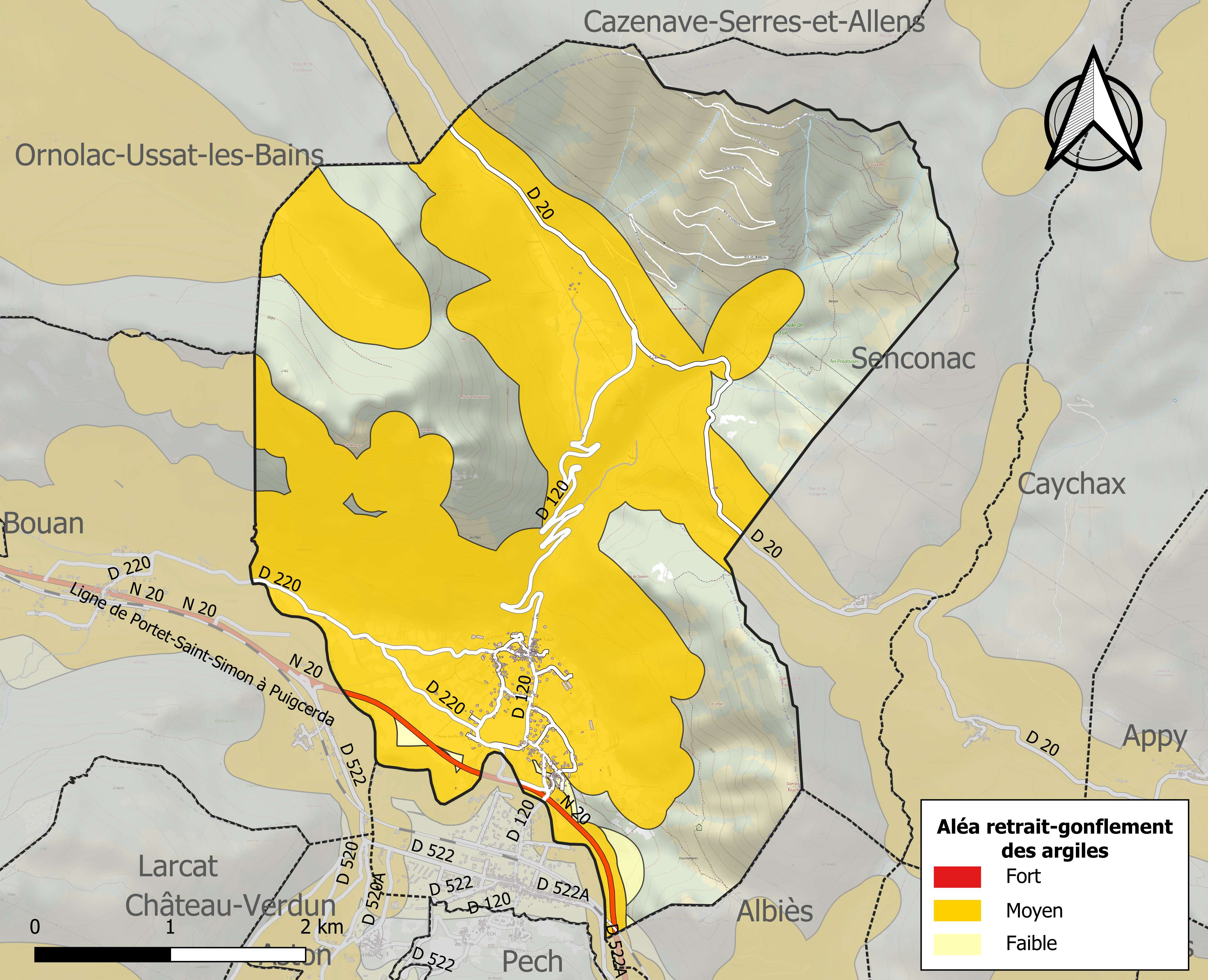
Zonage de l'aléa retrait-gonflement des argiles sur la commune de Verdun.

Certaines parties du territoire communal sont susceptibles d’être affectées par le risque d’inondation par débordement, crue torrentielle d'un cours d'eau, l'Ariège, ou ruissellement d'un versant. L’épisode de crue le plus marquant dans le département reste sans doute celui de 1875. Parmi les inondations marquantes plus récentes concernant le cours d'eau de l'Ariège figurent la crue torrentielle de 1982 et les inondations de plaine de 1996 et de 2005 de la Basse vallée de l'Ariège.
Les mouvements de terrains susceptibles de se produire sur la commune sont soit des chutes de blocs, soit des glissements de terrains, soit des mouvements liés au retrait-gonflement des argiles. Près de 50 % de la superficie du département est concernée par l'aléa retrait-gonflement des argiles, dont la commune de Verdun. L'inventaire national des cavités souterraines permet par ailleurs de localiser celles situées sur la commune.
Près de 50 % de la superficie du département est concernée par l'aléa retrait-gonflement des argiles, dont la commune de Verdun. L'inventaire national des cavités souterraines permet par ailleurs de localiser celles situées sur la commune.
Ces risques naturels sont pris en compte dans l'aménagement du territoire de la commune par le biais d'un plan de prévention des risques (PPR) inondation et mouvement de terrain approuvé le 24 novembre 2006.

#### Risques technologiques
Le risque de transport de matières dangereuses par une infrastructure routière ou ferroviaire ou par une canalisation de transport de gaz concerne la commune. Un accident se produisant sur une telle infrastructure est en effet susceptible d’avoir des effets graves au bâti ou aux personnes jusqu’à 350 m, selon la nature du matériau transporté. Des dispositions d’urbanisme peuvent être préconisées en conséquence.
Dans le département de l'Ariège, on dénombre cinq grands barrages susceptibles d'occasionner des dégâts en cas de rupture. La commune fait partie des 80 communes susceptibles d'être touchées par l'onde de submersion consécutive à la rupture d’un de ces barrages.

#### Risque particulier
Dans plusieurs parties du territoire national, le radon, accumulé dans certains logements ou autres locaux, peut constituer une source significative d’exposition de la population aux rayonnements ionisants. Toutes les communes du département sont concernées par le risque radon à un niveau plus ou moins élevé. Selon la classification de 2018, la commune de Verdun est classée en zone 2, à savoir zone à potentiel radon faible mais sur lesquelles des facteurs géologiques particuliers peuvent faciliter le transfert du radon vers les bâtiments.

## Toponymie
De la particule gauloise intensive ver-, donnant le sens de « super forteresse » et du radical indo-européen *dhun-, associant un relief et un habitat défendu « dune », à l’origine d’une racine celtique *dhuno dont le premier sens aurait été « clôture, zone enclose », d’où le gaulois  dūnum qui a pris le sens de « citadelle, enceinte fortifiée » et, par métonymie, celui de « colline, mont » puisque la plupart des citadelles étaient bâties sur des hauteurs.

## Histoire
Après un puissant orage, un barrage s’est érigé au ruisseau des Moulines, il se rompit dans la nuit faisant 81 morts le 24 juin 1875 et détruisant 50 maisons sur 70 dans le village. Une compagnie du génie appelée de Montpellier vint déblayer les ruines du village. Le maréchal de Mac-Mahon, président de la République, y vint 2 juillet 1875.
L'histoire du village est surtout celle des catastrophes naturelles qui l'ont plusieurs fois dévasté, ainsi, dès 1613, une inondation avait détruit 25 maisons.
La politique de « restauration des terrains en montagne » (RTM), mise en place par l'État à partir des années 1880, tend à prévenir de nouveaux sinistres.
En 2018 et en accord avec la mairie, un étudiant de 24 ans, Jacob Karhu, a vécu 7 mois en autarcie à 1700 m d'altitude à la cabane d'Artaran qu'il rénovait par ailleurs.

## Politique et administration

### Découpage territorial
La commune de Verdun est membre de la communauté de communes de la Haute Ariège, un établissement public de coopération intercommunale (EPCI) à fiscalité propre créé le 27 septembre 2016 dont le siège est à Luzenac. Ce dernier est par ailleurs membre d'autres groupements intercommunaux.
Sur le plan administratif, elle est rattachée à l'arrondissement de Foix, au département de l'Ariège, en tant que circonscription administrative de l'État, et à la région Occitanie.
Sur le plan électoral, elle dépend du canton de Haute-Ariège pour l'élection des conseillers départementaux, depuis le redécoupage cantonal de 2014 entré en vigueur en 2015, et de la première circonscription de l'Ariège  pour les élections législatives, depuis le redécoupage électoral de 1986.

### Administration municipale
Le nombre d'habitants au recensement de 2011 étant compris entre 100 et 499, le nombre de membres du conseil municipal pour l'élection de 2014 est de onze,.

### Liste des maires

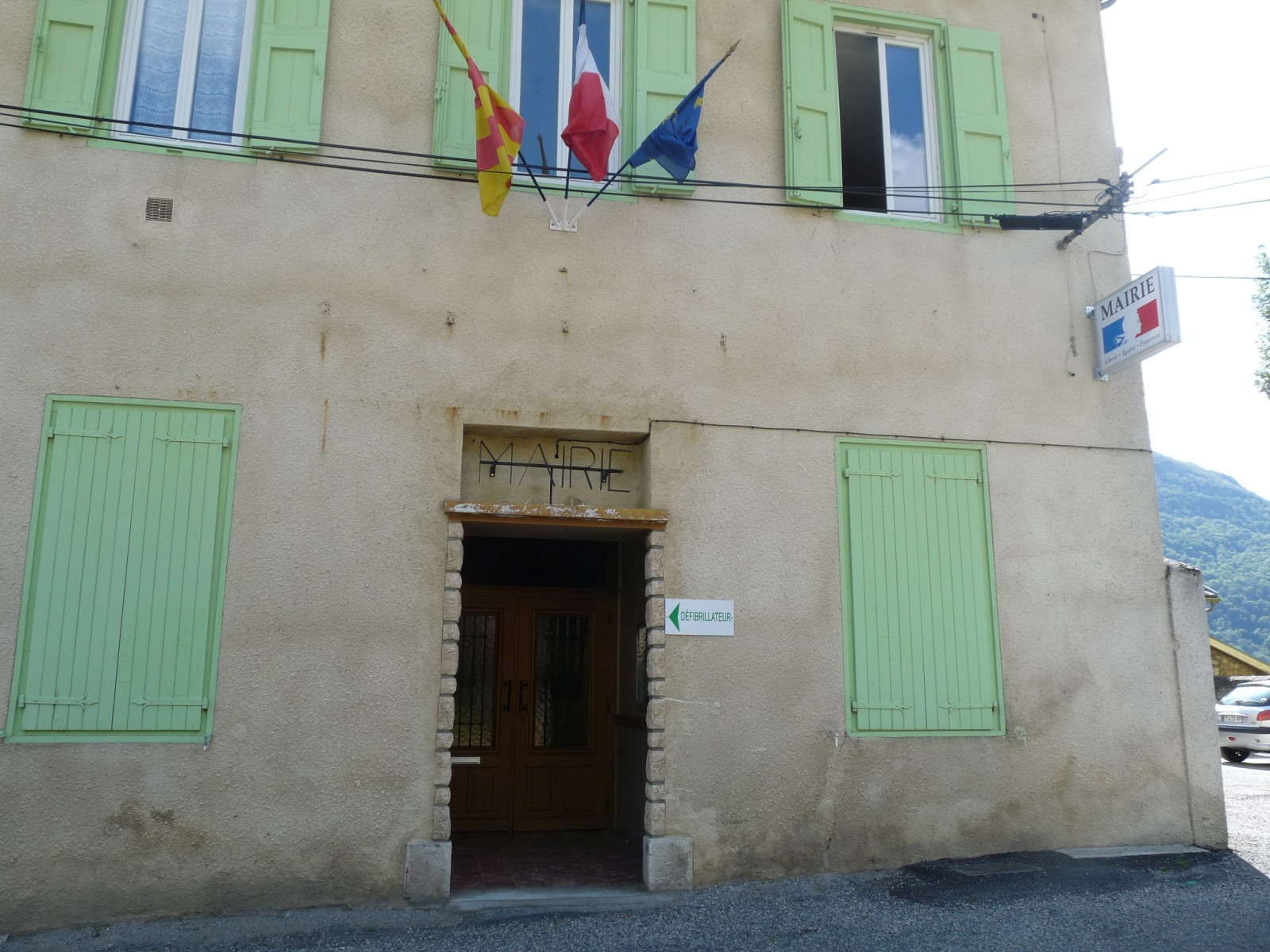
La mairie.

| Période                                  | Période        | Identité                      | Étiquette | Qualité                                                |
| ---------------------------------------- | -------------- | ----------------------------- | --------- | ------------------------------------------------------ |
| Les données manquantes sont à compléter. |                |                               |           |                                                        |
| 1800                                     | 1806           | Bernard Alzieu                |           |                                                        |
| 1806                                     |                | Bernard Alzieu                |           |                                                        |
| 1807                                     |                | Bernard Alzieu                |           |                                                        |
| 1807                                     | 1814           | Jean-Baptiste Doumens Jouanny |           |                                                        |
| 1815                                     |                | Ignace Alzieu                 |           |                                                        |
| 1815                                     | 1820           | Jean-Baptiste Doumens Jouanny |           |                                                        |
| 1821                                     | 1822           | François Sabathier            |           |                                                        |
| 1822                                     | 1827           | Jean Miquel Peyrette          |           |                                                        |
| 1827                                     | 1830           | Augustin Rouzaud              |           | maçon et charpentier                                   |
| 1830                                     | 1831           | Gabriel Alzieu Seguéla        |           |                                                        |
| 1832                                     | 1835           | Augustin Rouzaud              |           | maçon et charpentier                                   |
| 1835                                     | 1837           | Augustin Rouzaud              |           | maçon et charpentier                                   |
| 1837                                     |                | Augustin Rouzaud              |           | maçon et charpentier                                   |
| 1838                                     | 1840           | Jean Bernadac Fustié          |           |                                                        |
| 1840                                     | 1843           | Jean Bernadac Fustié          |           |                                                        |
| 1843                                     |                | Augustin Rouzaud              |           | maçon et charpentier                                   |
| 1843                                     | 1846           | Augustin Rouzaud              |           | maçon et charpentier                                   |
| 1846                                     | 1848           | Augustin Rouzaud              |           | maçon et charpentier                                   |
| 1848                                     | 1855           | Jean Bernadac Fustié          |           |                                                        |
| 1855                                     | 1860           | François Sabathier            |           |                                                        |
| 1860                                     | 1863           | Pierre Doumens                |           |                                                        |
| 1863                                     | 1864           | Barthélemy Régnier            |           |                                                        |
| 1864                                     | 1866           | Célestin Sabathier            |           |                                                        |
| 1866                                     | 1871           | Célestin Sabathier            |           |                                                        |
| 1871                                     |                | Célestin Sabathier            |           |                                                        |
| 1872                                     | 1874           | Crépin Régnier                |           |                                                        |
| 1874                                     | 1876           | Barthélemy Régnier            |           |                                                        |
| 1876                                     | 1880           | Mathieu Soulé                 |           |                                                        |
| 1881                                     | 1883           | Mathieu Soulé                 |           |                                                        |
| 1883                                     | 1885           | Pierre Doumens                |           |                                                        |
| 1885                                     | 1889           | Jean Bernadac Fustié          |           |                                                        |
| 1889                                     | 1897           | Mathieu Soulé                 |           |                                                        |
| 1897                                     | 1899           | Pierre Alzieu                 |           |                                                        |
| 1899                                     | 1901           | Félix Bribes                  |           |                                                        |
| 1901                                     | 1904           | Félix Bribes                  |           |                                                        |
| 1904                                     | 1905           | Félix Bribes                  |           |                                                        |
| 1905                                     | 1909           | Célestin Buc                  |           |                                                        |
| 1909                                     | 1920           | Martin Augé                   |           |                                                        |
| 1920                                     | 1924           | Bernard Fauré                 |           |                                                        |
| 1925                                     | 1930           | Osmin Miquel                  |           |                                                        |
| 1930                                     | 1935           | Baptiste Papy                 |           |                                                        |
| 1936                                     | 1947           | Albert Laugié                 |           |                                                        |
| 1947                                     | 1953           | Henri Rouzoul                 |           |                                                        |
| 1953                                     | 1959           | Etienne Rauzy                 |           |                                                        |
| 1959                                     | 1965           | Etienne Rauzy                 |           |                                                        |
| 1965                                     |                | Joseph Mourareau              |           |                                                        |
| 1965                                     | 1988           | Paul Bernadac                 |           |                                                        |
| 1988                                     | 1989           | Paul Bernadac                 |           |                                                        |
| 1989                                     | 1993           | Christian Roques              |           |                                                        |
| 1993                                     | 1995           | Marcel Papy                   |           |                                                        |
| mars 1995                                | mars 2001      | Michel Castells               |           |                                                        |
| mars 2001                                | mars 2008      | Michel Castells               |           |                                                        |
| mars 2008                                | mars 2014      | Jean-Claude Keff              | DVD       | Retraité                                               |
| mars 2014                                | juin 2019      | Jean-Claude Keff              | DVD       | Retraité Décédé en fonction                            |
| juin 2019                                | septembre 2019 | Alain Miquel                  |           | Maire par intérim                                      |
| septembre 2019                           | mars 2020      | Alain Miquel                  |           | Élu maire au cours d'une élection municipale partielle |
| 2020                                     | en cours       | Alain Miquel                  |           |                                                        |

## Population et société

### Démographie
L'évolution du nombre d'habitants est connue à travers les recensements de la population effectués dans la commune depuis 1793. Pour les communes de moins de 10 000 habitants, une enquête de recensement portant sur toute la population est réalisée tous les cinq ans, les populations de référence des années intermédiaires étant quant à elles estimées par interpolation ou extrapolation. Pour la commune, le premier recensement exhaustif entrant dans le cadre du nouveau dispositif a été réalisé en 2004.

En 2022, la commune comptait 208 habitants, en évolution de −7,14 % par rapport à 2016 (Ariège : +1,48 %, France hors Mayotte : +2,11 %).
| 1793 | 1800 | 1806 | 1821 | 1831 | 1836 | 1841 | 1846 | 1851 |
| ---- | ---- | ---- | ---- | ---- | ---- | ---- | ---- | ---- |
| 549  | 428  | 587  | 653  | 704  | 703  | 672  | 744  | 714  |

| 1856 | 1861 | 1866 | 1872 | 1876 | 1881 | 1886 | 1891 | 1896 |
| ---- | ---- | ---- | ---- | ---- | ---- | ---- | ---- | ---- |
| 635  | 594  | 541  | 492  | 453  | 439  | 433  | 408  | 397  |

| 1901 | 1906 | 1911 | 1921 | 1926 | 1931 | 1936 | 1946 | 1954 |
| ---- | ---- | ---- | ---- | ---- | ---- | ---- | ---- | ---- |
| 352  | 322  | 319  | 286  | 295  | 283  | 270  | 265  | 269  |

| 1962 | 1968 | 1975 | 1982 | 1990 | 1999 | 2004 | 2006 | 2009 |
| ---- | ---- | ---- | ---- | ---- | ---- | ---- | ---- | ---- |
| 247  | 210  | 184  | 160  | 154  | 183  | 220  | 237  | 231  |

| 2014 | 2019 | 2022 | - | - | - | - | - | - |
| ---- | ---- | ---- | - | - | - | - | - | - |
| 224  | 216  | 208  | - | - | - | - | - | - |

| selon la population municipale des années : | 1968 | 1975 | 1982 | 1990 | 1999 | 2006 | 2009 | 2013 |
| Rang de la commune dans le département      | 110  | 131  | 127  | 141  | 137  | 114  | 118  | 124  |
| Nombre de communes du département           | 340  | 328  | 330  | 332  | 332  | 332  | 332  | 332  |

### Enseignement
Verdun fait partie de l'académie de Toulouse.

### Activités sportives
Escalade, cyclisme, pêche, randonnée pédestre...

## Économie

### Revenus
En 2018, la commune compte 106 ménages fiscaux, regroupant 217 personnes. La médiane du revenu disponible par unité de consommation est de 23 460 € (19 820 € dans le département).

### Emploi
| Division       | 2008  | 2013   | 2018   |
| -------------- | ----- | ------ | ------ |
| Commune        | 3,1 % | 8,1 %  | 9,5 %  |
| Département    | 8,9 % | 11,1 % | 11,2 % |
| France entière | 8,3 % | 10 %   | 10 %   |

En 2018, la population âgée de 15 à 64 ans s'élève à 106 personnes, parmi lesquelles on compte 75,2 % d'actifs (65,7 % ayant un emploi et 9,5 % de chômeurs) et 24,8 % d'inactifs,. Depuis 2008, le taux de chômage communal (au sens du recensement) des 15-64 ans est inférieur à celui de la France et du département.
La commune est hors attraction des villes,. Elle compte 16 emplois en 2018, contre 22 en 2013 et 19 en 2008. Le nombre d'actifs ayant un emploi résidant dans la commune est de 73, soit un indicateur de concentration d'emploi de 21,4 % et un taux d'activité parmi les 15 ans ou plus de 43,2 %.
Sur ces 73 actifs de 15 ans ou plus ayant un emploi, 6 travaillent dans la commune, soit 8 % des habitants. Pour se rendre au travail, 97,2 % des habitants utilisent un véhicule personnel ou de fonction à quatre roues, 1,4 % s'y rendent en deux-roues, à vélo ou à pied et 1,4 % n'ont pas besoin de transport (travail au domicile).

### Activités hors agriculture
11 établissements sont implantés  à Verdun au 31 décembre 2019.
Le secteur de l'administration publique, l'enseignement, la santé humaine et l'action sociale est prépondérant sur la commune puisqu'il représente 27,3 % du nombre total d'établissements de la commune (3 sur les 11 entreprises implantées  à Verdun), contre 14,4 % au niveau départemental.

### Agriculture
|                                   | 1988 | 2000 | 2010 |
| --------------------------------- | ---- | ---- | ---- |
| Exploitations                     | 10   | 6    | 5    |
| Superficie agricole utilisée (ha) | 306  | 414  | 544  |

La commune fait partie de la petite région agricole dénommée « Région pyrénéenne ». En 2010, l'orientation technico-économique de l'agriculture  sur la commune est l'élevage d'ovins et de caprins. Cinq exploitations agricoles ayant leur siège dans la commune sont dénombrées lors du recensement agricole de 2010 (dix en 1988). La superficie agricole utilisée est de 544 ha.

## Culture locale et patrimoine

### Lieux et bâtiments

#### Patrimoine religieux
- Église romane Saint-Blaise, de style lombard, classée monument historique depuis 1910[74].
- Chapelle de Sourdeign de Pontillet.

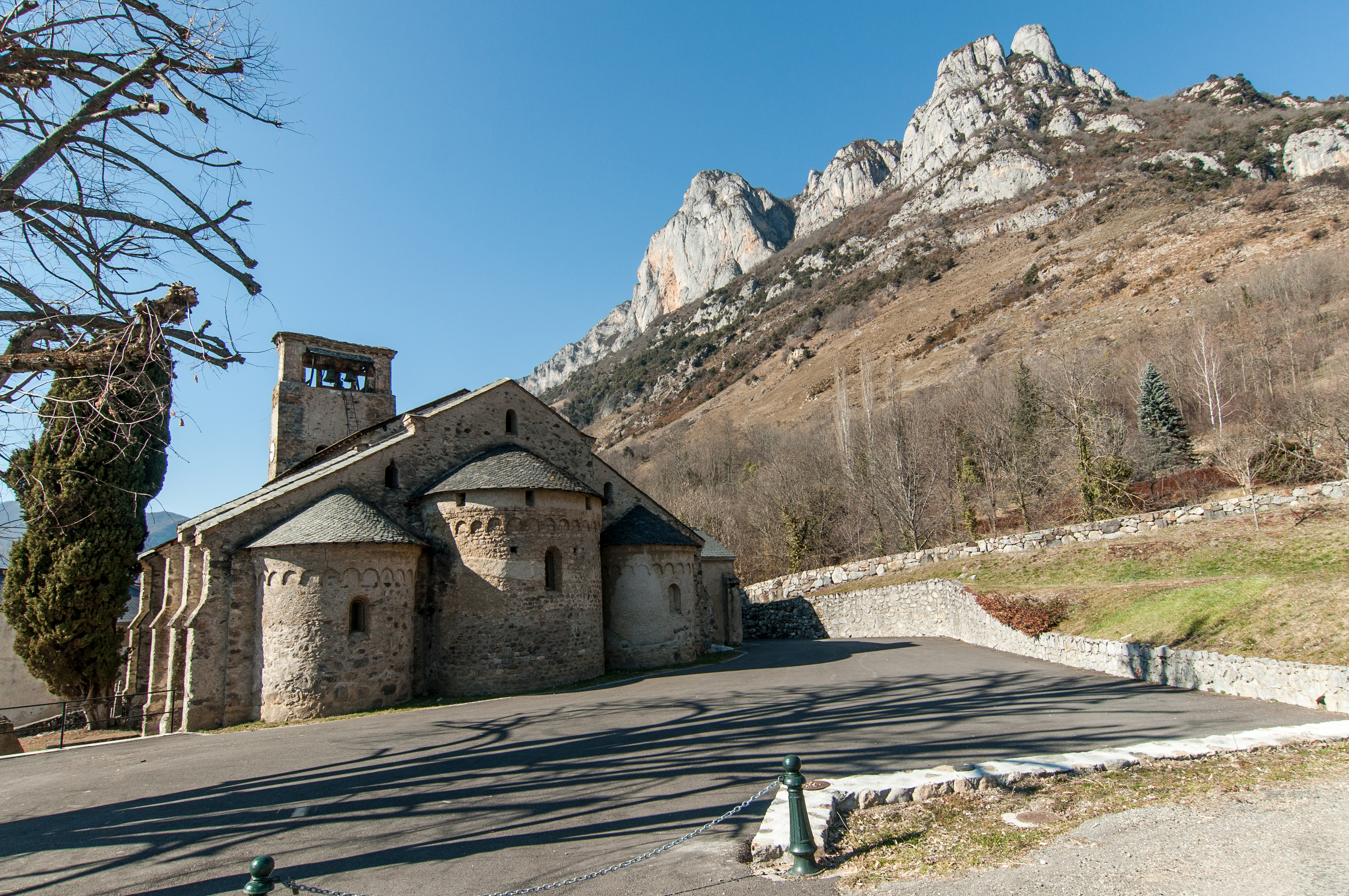
L'église romane de Verdun.
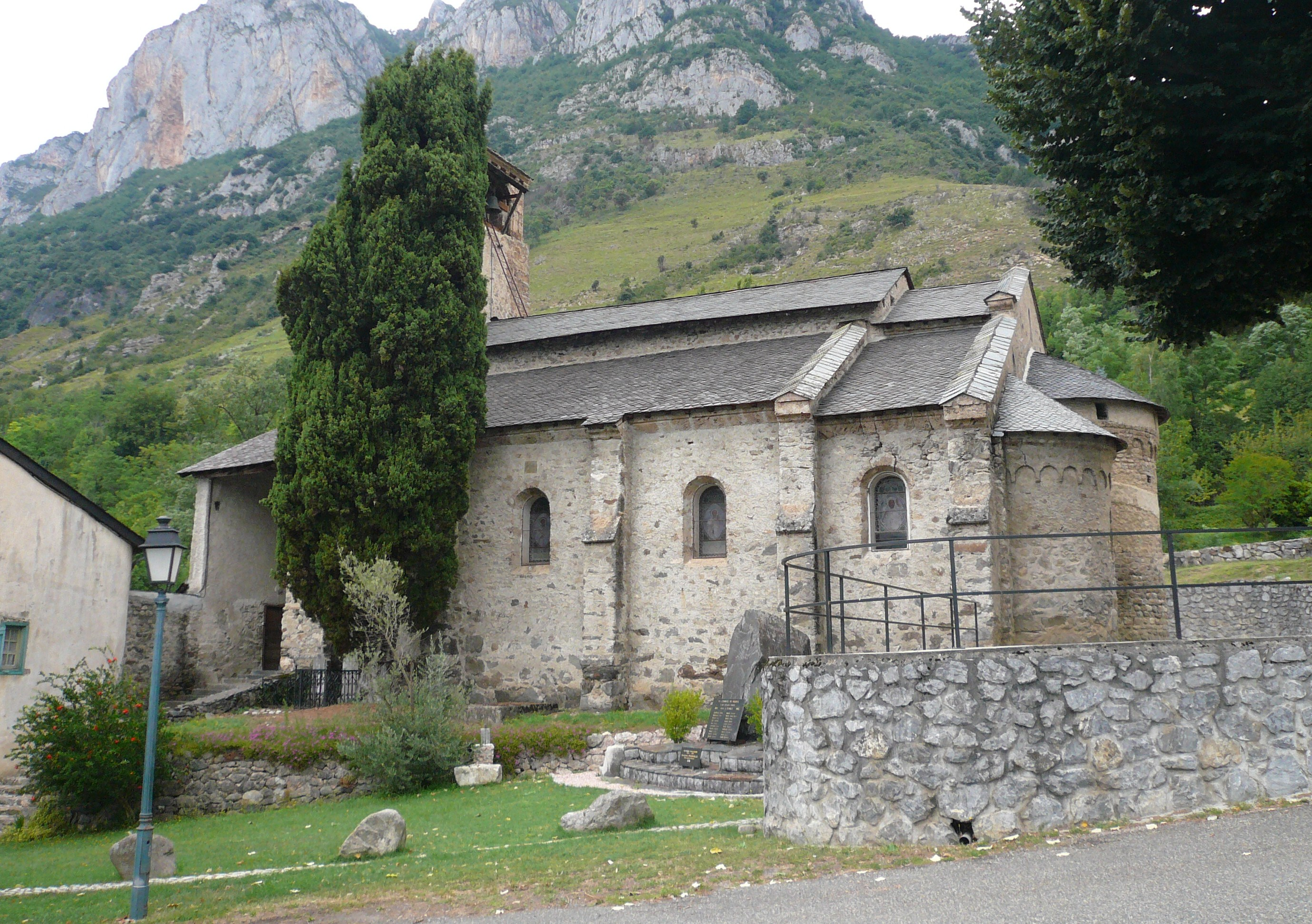
Vue d’ensemble.
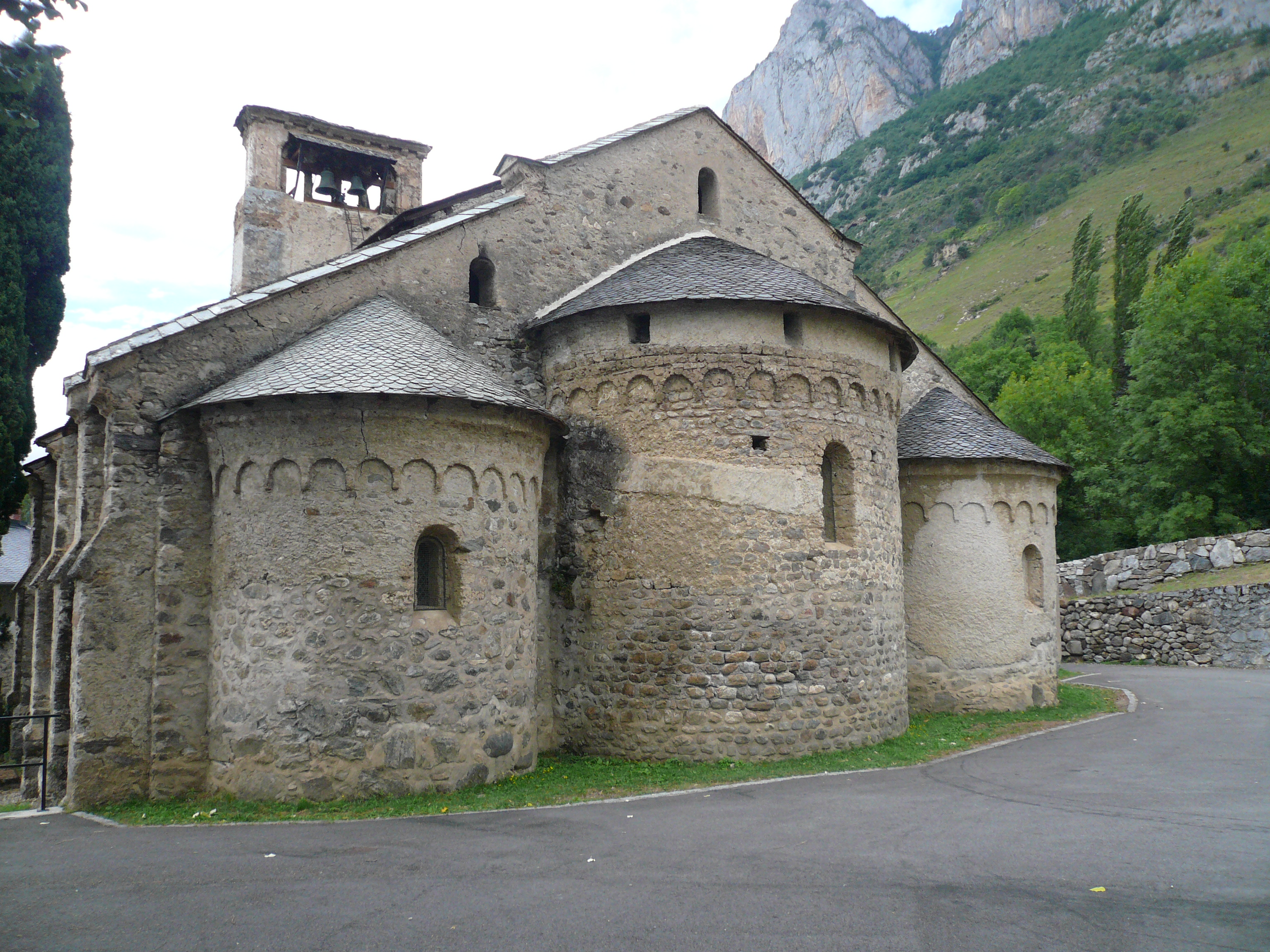
Chevet.
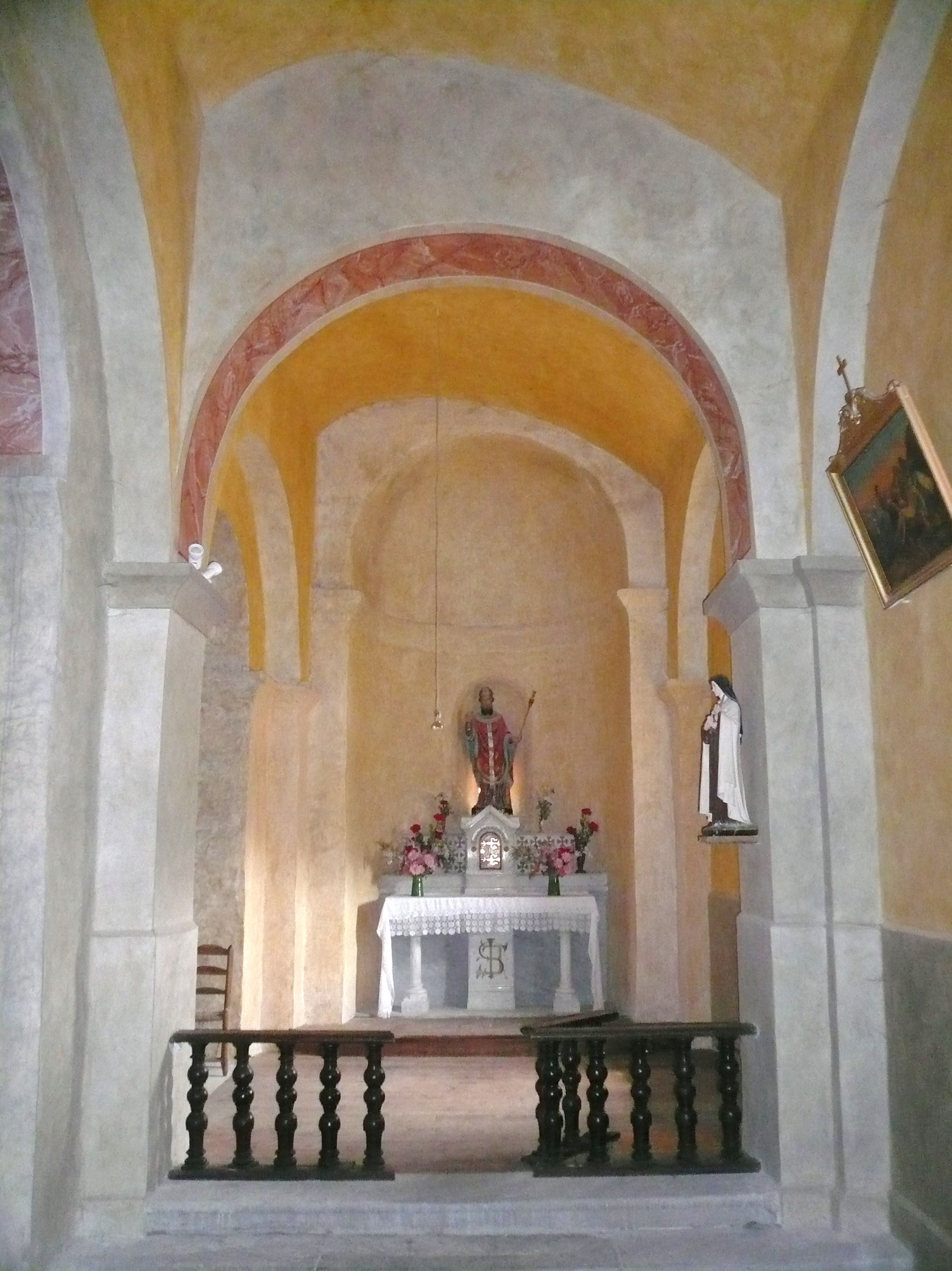
Chapelle sud.
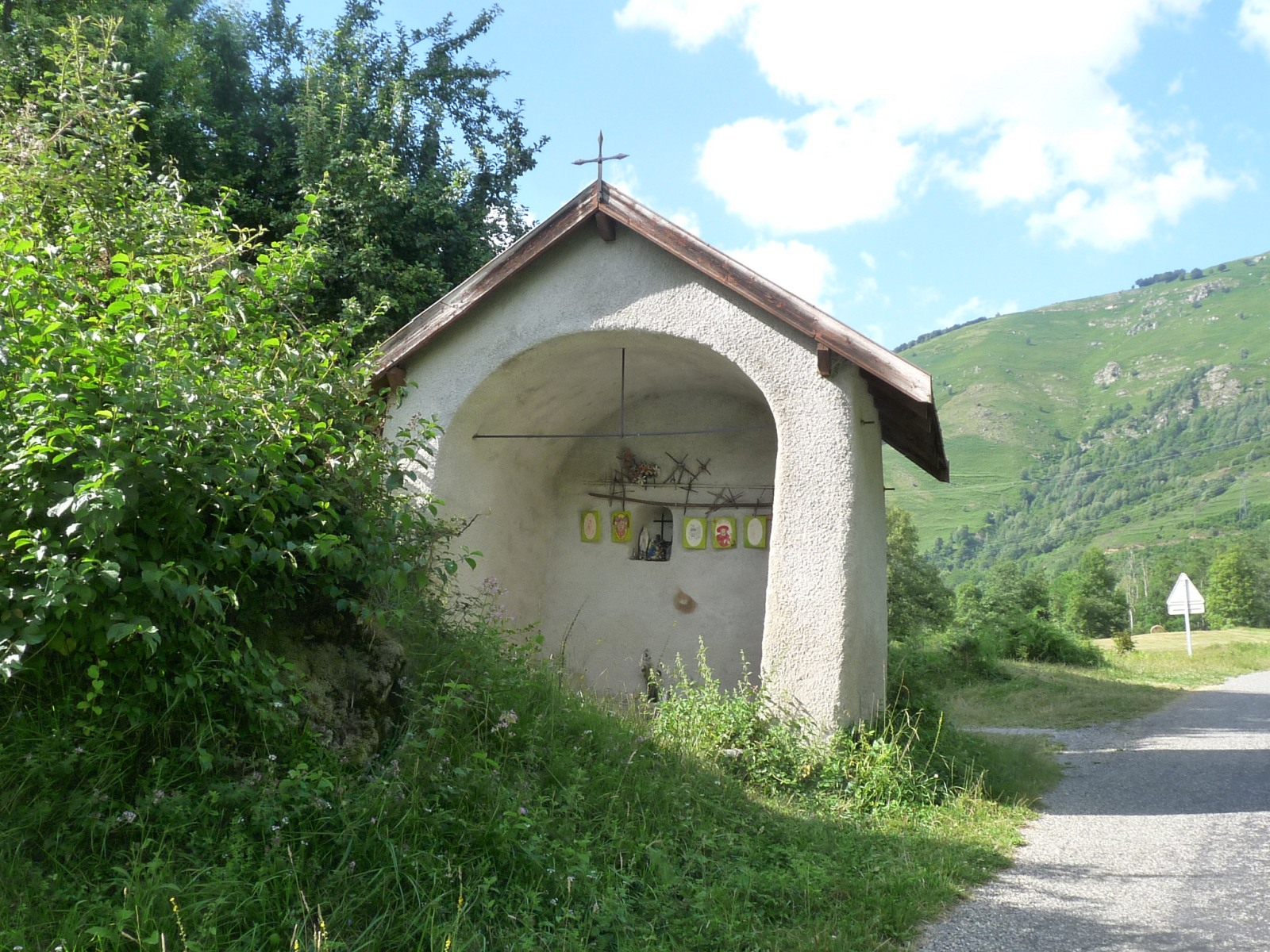
Chapelle de Sourdeign de Pontillet.

#### Patrimoine civil
- Présence d'une spoulga.
- Moulin à eau en ruine (restauration envisagée).

## Pour approfondir